# Astragalus fastidius
Astragalus fastidius är en ärtväxtart som först beskrevs av Albert Kellogg, och fick sitt nu gällande namn av Marcus Eugene Jones. Astragalus fastidius ingår i släktet vedlar, och familjen ärtväxter. Inga underarter finns listade i Catalogue of Life.